# Tolkiensällskap
Ett Tolkiensällskap är en förening ägnad åt studiet av böckerna skrivna av J.R.R. Tolkien, vanligen främst Sagan om ringen (The Lord of the Rings).

## Svenska Tolkiensällskap

### Angmar
Angmar är Malmös Tolkiensällskap, grundat 1977. Föreningen började som en underavdelning, Provins, till Forodrim (se nedan). Grundarna var Morgan M. Broman, Åke Bertenstam och Fredrik Andren. Redan tidigt arrangerade man ett årligen återkommande lajv evenemang kallat Bokskogen med äventyr och tältande i skogarna runt Torups Slott i Skåne.
Ursprungligen hade grundarna tänkt kalla sällskapet Haradrim vilket kan vara uttytt till  'sydfolket', eftersom man låg i södra Sverige. Emellertid ansåg moderföreningen Forodrim att Harad motsvarade Nordafrika avståndsmässigt och bad  föreningens medlemmar tänka om. Så det blev Angmar utytt  'Iron Home', eller fritt översatt 'Järnhem'. Det var en lek med ord då en av grundarna, hos vilken de tidiga föreningsmötena hölls bodde i Fridhem, en stadsdel i Malmö.

### Forodrim
Forodrim, Stockholms Tolkiensällskap, grundades  1972 och är en av de äldsta tolkienistföreningarna i Sverige. (The Tolkien Society of Sweden är äldre men inte längre aktiv.) Bland grundarna märks science fiction-introduktören Sam J Lundwall, vetenskapsjournalisten Anders Palm och förlagsredaktören Jörgen Peterzén. Forodrim är en sällskapsförening inriktad på kulturella aktiviteter med koppling till J.R.R. Tolkiens sagovärld. De knappt 200 medlemmarna tar sig alias ur böckerna, bär medeltidsinspirerade dräkter vid större sammankomster och odlar ett ordensväsen med drag av äldre svenska ordenssällskap. Föreningen har många beröringspunkter och delar medlemmar med Sällskapet för Kreativ Anakronism och lajvrörelsen.
Verksamheten i Forodrims lokal på Kungsholmen i Stockholm är bred tack vare en indelning i specialiserade "gillen". Dessa sysslar bland annat med matlagning, bokdiskussioner, musik, dans, teater, foto, kalligrafi, sällskapsspel och Tolkiens språk. 
Namnet Forodrim är sindarin och betyder 'nordfolket'.
Bland föreningens mera bemärkta medlemmar genom årtiondena finner man Anders Blixt, Stefan Kayat, Fredrik Lycke, Sam J Lundwall, Lukas Romson, Martin Rundkvist, Olle Sahlin, Ylva Spångberg, Lars-Olov Strandberg, Martin Stugart och Charlie Söderberg.
I samband med premiärerna på den senaste filmatiseringen av Sagan om ringen syntes föreningen i media eftersom man anlitades vid marknadsföringsarrangemang. Delar av föreningens språkgille har också konsulterats både vid översättningen av filmerna och vid nyöversättningen av The Lord of the Rings till svenska.

### Midgårds Fylking
Midgårds Fylking, Uppsala Tolkiensällskap, är Sveriges största tolkiensällskap och grundades 1973. Midgårds Fylking är ett slutet sällskap och nya medlemmar blir invalda efter rekommendation. Föreningen är inget litterärt sällskap utan har som syfte att levandegöra Tolkiens Midgård.

### Mithlond
Mithlond, Göteborgs Tolkiensällskap, grundades 1981 som en lokalavdelning till Forodrim, men är sedan 2005 ett självständigt sällskap.
Mithlond betyder Grå hamnarna på gråalviska (sindarin).
Bland grundarna återfinns Anders Blixt.

### The Tolkien Society of Sweden
Europas första Tolkiensällskap, The Tolkien Society of Sweden, grundades 1968 i Göteborg efter en Tolkieninspirerad fest som hölls av science fiction-föreningen Club Cosmos. Från början hette föreningen bara The Tolkien Society, men när det brittiska sällskapet startades året därpå la man till of Sweden.